# Rafael el Gallo

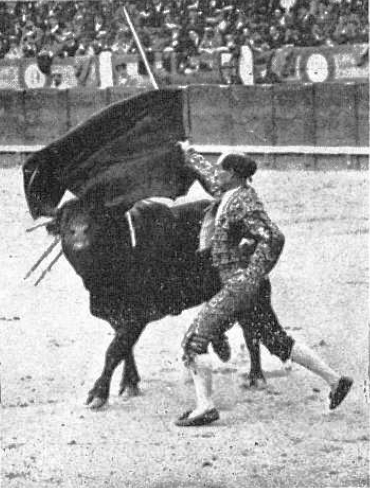
Rafael el Gallo in 1912

Rafael Gomez Ortega, (bijnaam: Rafael el Gallo), (Madrid, 18 juli 1882 - Sevilla, 25 mei 1960) was een Spaans torero.

## Biografie
Gomez Ortega werd geboren in Madrid maar zoals veel andere torero's verhuisde hij op jonge leeftijd naar Sevilla. Op 28 september 1902 debuteerde hij officieel in de Real Maestranza van Sevilla. Hij werd bekend door zijn bijzondere technieken, zoals net doen alsof hij voor de stier vluchtte en het bevechten van de stier zittend op een stoel. El Gallo (de Haan) staat bekend om de uitspraak "elke artiest heeft weleens een slechte dag". Zijn gevechten werden beschouwd als amusement voor het publiek. Op een van zijn laatste gevechten in oktober 1918 zei hij de stier die hij bevocht te sparen, zogenaamd omdat hij naar hem geknipoogd had. Het publiek vond dit hilarisch, maar zijn broer die zich om de familie-eer bekommerde, sprong de arena in en doodde de stier.
Op latere leeftijd had Ortega zijn fortuin verspeeld en werd hij onderhouden door de grote matador Juan Belmonte. Ortega was getrouwd met Pastora Imperio, een beroemde flamencodanseres.